# Die Bergwerke zu Falun
Die Bergwerke zu Falun, eine Erzählung von E. T. A. Hoffmann aus dem Zyklus Die Serapionsbrüder von 1819, behandelt das Leben des jungen Elis Fröbom, der seinen Beruf als Seefahrer aufgibt, um Bergarbeiter zu werden. Die Erzählung ist Teil einer umfangreichen literarischen Tradition zum Bergwerk von Falun und den mit diesem Bergwerk verbundenen Tragödien. Sie ist zugleich beispielhaft für die Faszination der deutschen Romantik von der unterirdischen Welt, in der sich die Geologie mit Phantasiegeschichten und Träumen verbindet, und steht damit neben Novalis’ Roman Heinrich von Ofterdingen und dem Märchen Der Runenberg von Ludwig Tieck.

## Inhalt
Von einer Ostindienfahrt nach Göthaborg in Schweden zurückgekehrt, bleibt der junge Seemann Elis Fröbom niedergeschlagen allein, anstatt mit seinen Kameraden das traditionelle Fest der Heimkehr zu feiern. Seine tiefe Traurigkeit rührt daher, dass seine Mutter, seine einzige Verwandte, in seiner Abwesenheit verstorben ist. Er fühlt sich schuldig, ihr in ihren letzten Stunden nicht beigestanden zu haben, und sieht keinen Sinn mehr in der Seefahrt und in seinem Leben.
Sein dumpfes Brüten wird von einem alten Bergmann unterbrochen, der sich zu Elis gesellt und ihn in ein Gespräch verwickelt. Er schlägt ihm vor, nach Falun zu gehen, um dort den Bergmannsberuf auszuüben, wie es seiner natürlichen Disposition entspreche. Seine lebendige Erzählung von der Schönheit des Berginneren, das an eine Zauberwelt erinnert, beeindruckt und fesselt Elis noch über das Verschwinden des alten Mannes hinaus.
In der folgenden Nacht hat Elis einen Traum: Die Seefahrt wird symbolisch verwandelt in den Aufenthalt unter Tage. Dort erblickt Elis die Wunder des Berges und die Bergkönigin, eine anziehende und zugleich erschreckende Frau. Der Versuch einer unkenntlichen weiblichen Gestalt, Elis aus der Tiefe hervorzuholen, scheitert, und er verliert sich im Anblick der Königin. Von Lust und Entsetzen zugleich erschüttert, wacht er auf.
Der Traum verfolgt ihn über die nächsten Tage und schließlich macht Elis sich mehr unbewusst als bewusst auf den Weg nach Falun. Immer wieder erscheint ihm der alte Bergmann geisterhaft und weist ihm den richtigen Weg.
Als Elis in Falun an der großen Tagesöffnung des Bergwerks ankommt, packt ihn Entsetzen. Die Pinge wirkt auf ihn wie ein Höllenschlund, und fliehend verlässt er den Ort. Er beschließt, im Dorf zu übernachten und sich dann auf den Rückweg zu machen. Als er jedoch eine traditionelle Feier der Bergleute beobachtet, fühlt er sich von deren Mentalität angezogen und gerät im Verlauf zum Haus von Pehrson Dahlsjö. Dessen wunderschöne Tochter Ulla zieht den schüchternen Elis mitten ins Geschehen, und er verliebt sich im ersten Augenblick innig in das junge Mädchen. Er hält sie für die weibliche Gestalt aus seinem Traum und meint, diesen nun deuten zu können: Sein Schicksal sei es, hier Bergmann zu werden, um an Ullas Seite leben zu können. Gegenüber Pehrson äußert er schließlich den Wunsch, sich den Arbeitern anzuschließen. Er wird von Pehrson und den anderen Bergleuten herzlich aufgenommen.
Mit der Zeit legt Elis seine Angst vor der Grube ab, absolviert mehrere erfolgreiche Fahrten und wird in die Familie Dahlsjö aufgenommen. Seine offensichtliche Zuneigung zu Ulla kann er jedoch nicht artikulieren, obwohl sowohl Pehrson als auch Ulla positiv bekräftigende Signale aussenden.
Eines Tages hat Elis in der Grube eine unheimliche Begegnung: Der alte Bergmann erscheint ihm und prophezeit, dass Elis Ulla niemals heiraten werde; darüber hinaus habe er sich mit der falschen Motivation auf die Bergarbeit eingelassen. Er müsse sich voll und ganz dem Gestein widmen, nicht dem oberirdischen Leben. Elis verscheucht die Erscheinung mutig und bestärkt seine Position. Von den alten Bergleuten erfährt er, dass der unheimliche Bergmann Torbern heißt. Einst in der Grube verschüttet, gehe er seither als Geist um und locke neue Arbeiter in das Bergwerk, wenn die Mannschaft nicht groß genug ist.
Bei seiner Heimkehr ins Haus Dahlsjö wird Elis von einer List Pehrsons erwartet: Dieser hat eine Hochzeit Ullas mit einem wohlhabenden Geschäftsmann inszeniert, um Elis zu einem Bekenntnis seiner Gefühle zu provozieren. Das Gegenteil geschieht jedoch, und Elis rennt in Verzweiflung zurück zur Grube. Wie im Wahn steigt er in den Schacht hinein, wo sich ihm plötzlich ein Himmelreich aus Kristallen offenbart. Auch die Bergkönigin erscheint ihm wieder; zerrissen zwischen Wonne und Entsetzen verliert er in ihren Armen fast das Bewusstsein. Pehrson und andere Bergleute erscheinen, um Elis zu retten, und der Schwindel wird aufgedeckt. Die Hochzeit von Elis und Ulla wird beschlossen. Dieser jedoch ist innerlich gespalten und fühlt sich fortan zerrissen zwischen dem Inneren des Berges und dem Leben über Tage. Ulla spürt, dass Elis bedrückt ist, kann ihn aber nicht zu einer Aussprache motivieren.
Am Tag der Hochzeit erscheint Elis wie entrückt im Gewand des Bräutigams bei Ulla. Er verabschiedet sich von ihr mit den Worten, er müsse in den Berg steigen und den Almandin bergen, einen Edelstein, der das Eheglück der beiden festigen und sie für immer mit der Bergkönigin verbinden soll. Ulla kann ihn nicht aufhalten und Elis verschwindet. Wenig später ereilt sie die schreckliche Nachricht, dass das Bergwerk über Elis eingestürzt sei.
Ganze 50 Jahre später wird aus dem Bergwerk der Leichnam eines in Vitriolwasser konservierten jungen Mannes geborgen, der um keinen Tag gealtert zu sein scheint und keinerlei Verwesungsspuren aufweist. Ulla, die seit dem Unglück jedes Jahr an die Grube zurückgekehrt war, erscheint und identifiziert den Leichnam als ihren Elis. Ihn umarmend stirbt sie, und Elis' Körper zerfällt zu Staub. Beide werden in der Kirche beigesetzt, in der sie hatten heiraten wollen.

## Besondere Motive
Am auffälligsten ist der ständige Kontrast zwischen Tag und Nacht, der sich auch in der See- (hell) bzw. Bergwerksmotivik (dunkel) widerspiegelt. Elis tauscht sein helles Leben in eines als Bergmann, der unter Tage arbeitet. Nun ist diese Arbeit als Bergmann nicht nur realistisch zu sehen, für den Romantiker bedeutete die Bergarbeit eine in die Natur verlegte Seelenforschung. Ein weiteres Element ist die offensichtliche psychische Disposition des Protagonisten: Warum erscheint immer wieder der Bergmann, wenn Elis sich unsicher wird? Es ist typisch für Hoffmann, damit zu spielen (siehe auch Der Sandmann), der Leser kann sich nie ganz sicher sein, was der Realität entspricht.
Die Romantik sah im Wahnsinn „nicht eine Phase geistig-seelischer Störung oder des Persönlichkeitsverfalls“, sondern einen „Zustand, in dem außergewöhnliche Kräfte freigesetzt, Verbindungen zu anderen Welten hergestellt, prophetische Gaben entfaltet werden können.“
In der Erzählung wird auch ein wichtiges Symbol der Romantik aufgegriffen, die Blaue Blume (Johannistag, siehe auch die Sage von der Wunderblume in der Johannisnacht).

## Ausgaben
- E.T.A. Hoffmann: Die Bergwerke zu Falun. Illustriert von Kat Menschik. Galiani Verlag, Berlin 2017, ISBN 978-3-86971-133-1 (Gebundene Ausgabe).
- E.T.A. Hoffmann: Der Artushof / Die Bergwerke zu Falun. Zwei Erzählungen. Edition Holzinger, [s. l.] 2015, ISBN 978-1-5192-0259-8 (Taschenbuch).
- E.T.A. Hoffmann: Die Bergwerke zu Falun. fabula Verlag, Hamburg 2015, ISBN 978-3-95855-166-4 (Taschenbuch), ISBN 978-3-95855-165-7 (Gebundene Ausgabe).
- E.T.A. Hoffmann: Die Bergwerke zu Falun / Der Artushof (= Reclams Universal-Bibliothek. Nr. 8991). Reclam, Stuttgart 1986, ISBN 3-15-008991-3 (Taschenbuch) (87 S.).

## Weitere Literatur
Hoffmanns Erzählung liegt eine wahre Begebenheit zugrunde. Näheres hierzu und zu weiteren literarischen Verarbeitungen des Stoffes in Bergwerk von Falun #Literarische Rezeption.